# Koczján István

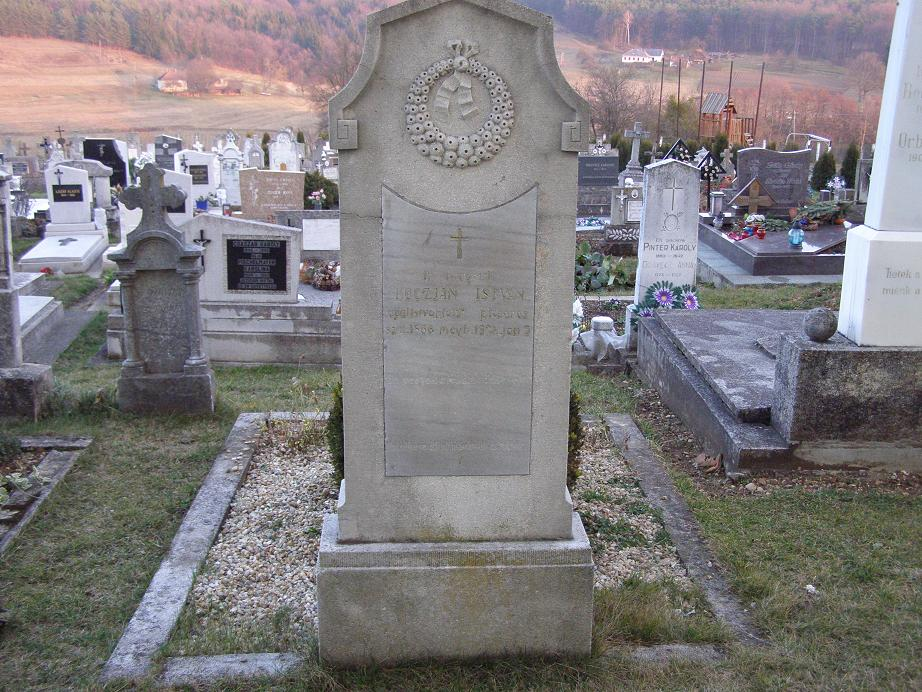
Kóczján sírja.

Koczján István (Szodesinc, 1866. október 29. k. – Apátistvánfalva, 1925. január 3.) magyarországi szlovén római katolikus pap, az apátistvánfalvai Harding Szent István templom tizenkettedik lelkipásztora.
A Muraszombattól északnyugatra levő mai Bírószéken (ma Sodišinci, Szlovénia) született földműves családban. Szülei Kóczján József és Pertóczi Katalin elég szegények voltak, ezért szánták fiúkat papi pályára.
Teológiát Szombathelyen és Kőszegen tanult és 1891. július 16-án fölszentelték, augusztusban pedig káplánkodni küldték Felsőlendvára (ma Grad) Zsemlics Istvánhoz. Zsemlics halálát követően 1892 elejétől már adminisztrátor volt a faluban, egész az év végéig. 1892 decemberétől a Csepreg melletti Tömördön márciusig adminisztrátor, azután káplán Muraszombatban.
1894 januárjában adminisztrátorrá nevezték ki Istvánfalvára, Fodor Károly plébános mellé, aztán júliustól Péterhegy (ma Gornji Petrovci) papja lett több mint tizennégy évig. Fodor halála után 1908. október 1-jétől egészen 1925. január 3-án bekövetkezett haláláig Istvánfalva papja volt.
Papi évei alatt jelentős bővítéseket hajtott végre a barokk templom belső díszítettségén. Az addig fehér falakra tempera képek kerültek, s ezek ma is megcsodálhatóak a templomban. Mivel az első világháború után a nagy harangokat elvitték a fegyvergyártó üzemekbe, ezért 1923-ban egy 650 kg tömegű új harangot szerzett a falunak, ami az újabb háború eszeveszett pusztításainak esett áldozatul. Sírja ma is látható közvetlenül a templom bal oldali fala mellett.

## Külső hivatkozás
- Vasi digitális könyvtár – Vasi egyházmegye